# تاييتشي أونو
تاييتشي أونو من اليابانية (大野 耐) ولد في 29 من شباط (فبراير) 1912 وتوفي في 28 أيار (مايو) عام 1990. يعتبر أب نظام إنتاج تويوتا الذي أصبح يعرف بالتصنيع لين في الولايات المتحدة. حدَّدَ الإسرافات السبع للمودا (無駄) كجزء من هذا التنظيم.

## حياته
يعود له الفضل في ابتكار مبدأ الإنتاج المبرمج لتقليص كلفة الإنتاج. ترتكز على تنظيم عقلاني لسلسلة الإنتاج عبر التدفق المسحوب من قبل المستهلك المسمآة بالكانبان